# Johann Täntzer

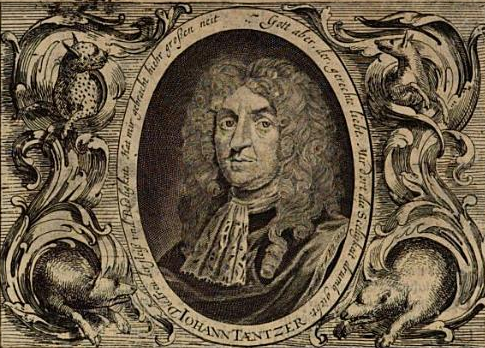
Johann Täntzer

Johann Täntzer (* 1633 im Kursächsischen; † 13. oder 14. Januar 1690 in Frederiksberg, Dänemark) war ein deutscher Jagdschriftsteller.

## Leben
Über das Leben Johann Täntzers ist wenig bekannt, obgleich er der Verfasser des umfangreichsten und selbständigsten Jagdbuches in deutscher Sprache des 17. Jahrhunderts war. Er scheint, wie er selbst in seinem Buch schreibt, aus einer kursächsischen Jägerfamilie zu stammen und schien zunächst den Beruf des Jägers ergriffen zu haben. Hieran anschließend war er den Angaben in seinem Buch zufolge auch kaufmännisch tätig. Ab 1677 scheint er eine Amtsstellung als Wolfsjäger in Jütland angestrebt zu haben, deren Realisierung wohl an gegen ihn gerichteten Intrigen scheiterte. Im darauffolgenden Jahr erscheint er als Vogelfänger bei Jaegersborg. Dennoch war er zu dieser Zeit wohl recht wohlhabend, da er die erheblichen Mittel für die Veröffentlichung seines Werkes selbst aufbrachte. Zwischen 1682 und 1687 vermerken Kammerrechnungen des Hofes von Christian V. diverse Leistungen, die Täntzer für denselben erbrachte. Mit Wirkung vom 31. März 1683 wurde er zum Inspekteur der Wildbahn auf Alt- und Neu-Amager ernannt; wofür er eine Besoldung von 150 Talern jährlich erhielt. Ab 1689 wird er als einer der Hofbediensteten des Kronprinzen Friedrich aufgeführt. In dieser Stellung war er für Vogelwerk, Hasen und Kaninchen auf beiden Amagern zuständig.
Er starb am 13. oder 14. Januar 1690 und wurde am 16. Januar auf dem Frederiksberger Friedhof beerdigt.

## Werk
- Der Dianen hohe und niedere Jagtgeheimnüß, darinnen die gantze Jagt-Wissenschafft außführlich zu befinden.  3 Teile. Neuhoff, Kopenhagen 1682–1689 (Teil 1 1682; Teil 2 1686, Teil 3 1689; diverse Nachauflagen und Nachdrucke; die Ausgaben 1682–89 Kopenhagen werden als eine 1. Auflage angeführt, 1699 Kopenhagen als die 2. Auflage; 1734 Leipzig, Weidmann, stellt die 3. Auflage dar)[3]